# Simontornya

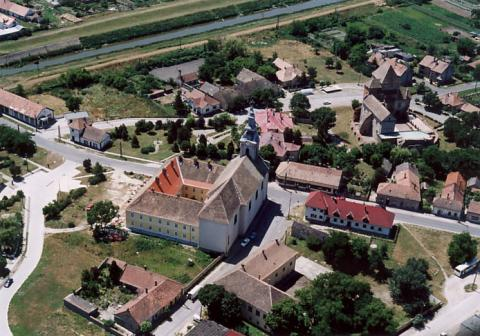
Fotografia aérea de Simontornya.

Simontornya é uma cidade em Tolna, na Hungria. A cidade tem uma área de 33.83 km². A população total da cidade, em 2004, era de 4.547 habitantes e a densidade demográfica de 134,4/km².